# Sergio Luis Palacios
Sergio Luis Palacios Díaz (Avilés, Asturias, 1966) es un físico español, y autor de libros de divulgación. Es doctor en física por la Universidad de Oviedo, institución en la que actualmente ejerce como profesor titular de física aplicada.

## Reseña biográfica
Sergio Palacios cursó Bachillerato  y COU en el Colegio Santo Domingo de Oviedo. En 1984 inició los estudios de física en la Universidad de Cantabria, cursando la especialidad de Física Fundamental. Finaliza la carrera en 1989 y retorna a Asturias donde se incorporaría a la Universidad de Oviedo, al departamento de física donde realizaría su tesis doctoral, defendida en el año 1996. Como parte de su tesis doctoral desarrolló un método teórico-matemático (método del índice efectivo asintótico) que permitía determinar los modos de propagación electromagnética (constantes de propagación, índices efectivos y propiedades coupling/switching) en guías ópticas tanto planas (2D) como acanaladas (3D). Dicha tesis doctoral cuyo título es "Análisis Teórico de guías ópticas con perfiles de índice arbitrarios" recibió el Premio Extraordinario de doctorado de la Universidad de Oviedo.
Desde 1999 es Profesor Titular del Departamento de Física (área de física aplicada) de la Universidad de Oviedo. Entre 1999 y 2004 su investigación se dirigió hacia el estudio de las ondas solitarias y los solitones ópticos en medios materiales caracterizados por índices de refracción no lineales. Así, encontró soluciones exactas a distintas versiones de la ecuación de Schrödinger no lineal tanto de  solitones brillantes como oscuros.
Entre 2005 y 2012 investiga en el campo de las propiedades magnéticas de los compuestos binarios de hierro. Actualmente su investigación se centra en el análisis del comportamiento y propiedades de materiales de interés en reactores nucleares de fusión de tipo Tokamak, como puede ser ITER. Entre estos materiales se encuentran el niobio y, especialmente, el tungsteno, entre otros con estructura cristalina BCC, para los que resulta básico conocer el comportamiento de sus defectos puntuales inducidos por radiación procedente del plasma.

## Publicaciones relevantes
Palacios ha publicado numerosos artículos científicos a los largo de su carrera investigadora, algunos de los más relevantes se citan a continuación:
Cerdeira, M.A., Palacios, S.L., González, C., Fernández-Pello, D., Iglesias, R.,  Ab initio simulations of the structure, energetics and mobility of radiation-induced point defects in bcc Nb, Journal of Nuclear Materials 478, pp. 185-196, 2016 DOI: 10.1016/j.jnucmat.2016.06.013
González, C., Cerdeira, M.A., Palacios, S.L., Iglesias, R. Reduction of the repulsive interaction as origin of helium trapping inside a monovacancy in BCC metals, Journal of Materials Science 50(10), pp. 3727-3739, 2015 DOI:10.1007/s10853-015-8935-y
Iglesias, R., Palacios, S.L. Ab initio studies on the magnetic phase stability of iron, Acta Materialia 55(15), pp. 5123-5127, 2007 DOI: 10.1016/j.actamat.2007.05.035
Gorria, P., Martínez-Blanco, D., Iglesias, R., Palacios, S.L., Pérez, M.J., Blanco, J.A., Fernández Barquín, L., Hernando, A., González, M.A, Magneto-volume effects in Fe-Cu solid solutions, Journal of Magnetism and Magnetic Materials 300(1), pp. 229-233, 2006 DOI: 10.1016/j.jmmm.2005.10.073
Palacios, S.L., Iglesias, R., Martínez-Blanco, D., Gorria, P., Pérez, M.J., Blanco, J.A., Hernando, A., Schwarz, K, High-temperature anti-Invar behavior of γ-Fe precipitates in FexCu100-x solid solutions: Ferromagnetic phases, Physical Review B - Condensed Matter and Materials Physics 72(17),172401, 2005 DOI: 10.1103/PhysRevB.72.172401
Palacios, S.L., Fernández-Díaz, J.M., Black optical solitons for media with parabolic nonlinearity law in the presence of fourth order dispersion, Optics Communications 178(4), pp. 457-460, 2000 DOI https://doi.org/10.1016/S0030-4018(00)00666-0

## Física y ciencia ficción
En el año 2004 propuso a la Universidad de Oviedo la creación de una asignatura denominada Física y Ciencia Ficción, en la que se empleaba la ciencia ficción para aprender leyes físicas (impartida entre 2003 y 2013). A partir de esta experiencia creó un blog (actualmente inactivo) llamado también Física y Ciencia Ficción, en el que publicaba artículos con análisis físicos sobre las historias de ciencia ficción. Más tarde, comenzó a publicar libros de divulgación con la misma temática. 
Con la misma temática impartió la asignatura "El cine y la literatura en el aula de ciencias" en el Máster de Formación del Profesorado de Secundaria y Formación Profesional de la Universidad de Oviedo
Edita el blog El Tercer Precog.

## Divulgación
Sergio Palacios desarrolla una intensa labor de divulgación. Forma parte de la plataforma de divulgación Naukas y en 2015 fundó junto con un grupo de científicos y divulgadores asturianos la Asociación de Divulgación Científica de Asturias, de la que es vicepresidente. Ha colaborado con diversos medios de comunicación como Quo, Redes para la Ciencia, el suplemento de ciencia del diario El Correo o el programa de radio Noche tras Noche de RPA. Además es editor del blog El Tercer Precog. Participa en numerosas actividades de divulgación de la Universidad de Oviedo como la Noche Lunática o las actividades de la Semana de la Ciencia.
En 2013 recibió el Premio Tesla de Divulgación de la plataforma NAUKAS como mejor divulgador.
Algunas de las charlas de divulgación impartidas por Palacios en Naukas pueden visualizarse a través de la página web de EITB.
- Naukas 2018 Supervitaminarse y supermineralizarse en el Palacio Euskalduna de Bilbao ante más de 2000 espectadores
- Naukas Valladolid 2018 La Energía del Futuro en el  Teatro Zorrilla de Valladolid (29/9/2018)
- Naukas 2017 Precausión amigo conduztó en el Palacio Euskalduna de Bilbao
- Naukas 2016 Volando voy y casi no vengo porque en la gasolinera yo me entretengo
- Naukas 2012 Onda Solitaria
En 2018 participó en El Club de la Ciencia, espectáculo de monólogos de ciencia organizado por el Ayuntamiento de Oviedo, la Delegación del CSIC en Asturias y la Asociación de Divulgación Científica de Asturias, con la charla Un físico en Liliput y Brobdingnag
También ha impartido conferencias en otros eventos como el festival Splashdown (ediciones 2017  y 2018), y en sesiones de divulgación en espacios singulares como el Espacio Circus. En 2016 participó como ponente en el evento TEDxYouthGijón con la charla La física de Ant-Man.

## Obras publicadas
- Palacios, Sergio L. (2008) La guerra de dos mundos: Superhéroes y ciencia ficción contra las leyes de la física. Robinbook. ISBN: 978-84-15256-21-2
- Palacios, Sergio L. (2011) Einstein versus predator: Ciencia ficción, superhéroes, el cine de Hollywood y las leyes de la física. Robinbook. ISBN: 978-8415256-22-9
- Palacios, Sergio L. (2014) Las hazañas de los superhéroes y la física. Robinbook. (Reedición editorial de La guerra de dos mundos con el título modificado) ISBN: 978-84-15256-63
- Palacios, Sergio L. (2010) Física y cine en Los saberes del cine, B. Rivaya (ed.). Tirant lo Blanch. ISBN: 978-84-99850-06-1